# Maurice Jarre
Maurice Jarre (Lyon, 13 september 1924 - Los Angeles, 29 maart 2009) was een Frans componist die met name veel filmmuziek heeft geschreven. Hij won Academy Awards voor zijn muziek voor Lawrence of Arabia (1962), Doctor Zhivago (1965) en A Passage to India (1984).
Jarre schreef vooral voor orkest, maar vanaf de jaren tachtig kreeg ook synthesizermuziek zijn belangstelling. In 1994 kreeg hij een ster op de beroemde Hollywood Walk of Fame.
Maurice Jarre is de vader van Jean-Michel Jarre, die behalve toetsenist ook componist is.

## Filmografie
| Jaar | Titel                                                 | Opmerkingen                        |
| ---- | ----------------------------------------------------- | ---------------------------------- |
| 1957 | Le feu aux poudres                                    | met Louis Gasté en Philippe Gérard |
| 1958 | La Tête contre les murs                               |                                    |
| 1959 | Les Dragueurs                                         |                                    |
| 1959 | La bête à l'affût                                     |                                    |
| 1959 | Les Étoiles de midi                                   |                                    |
| 1959 | Vous n'avez rien à déclarer?                          |                                    |
| 1959 | Les Yeux sans visage                                  |                                    |
| 1960 | La main chaude                                        |                                    |
| 1960 | La corde raide                                        |                                    |
| 1960 | Crack in the Mirror                                   |                                    |
| 1960 | Recours en grâce                                      |                                    |
| 1961 | Le Président                                          |                                    |
| 1961 | Pleins feux sur l'assassin                            |                                    |
| 1961 | The Big Gamble                                        |                                    |
| 1961 | Le Puits aux trois vérités                            |                                    |
| 1961 | Amours célèbres                                       |                                    |
| 1962 | Les oliviers de la justice                            |                                    |
| 1962 | Le Soleil dans l'oeil                                 |                                    |
| 1962 | Thérèse Desqueyroux                                   |                                    |
| 1962 | The Longest Day                                       |                                    |
| 1962 | Les Dimanches de Ville-d'Avray                        |                                    |
| 1962 | L'oiseau de paradis                                   |                                    |
| 1962 | Lawrence of Arabia                                    |                                    |
| 1962 | Mourir à Madrid                                       |                                    |
| 1963 | Un roi sans divertissement                            |                                    |
| 1963 | Judex                                                 |                                    |
| 1964 | Mort, où est ta victoire?                             |                                    |
| 1964 | Behold a Pale Horse                                   |                                    |
| 1964 | The Train                                             |                                    |
| 1964 | Weekend at Dunkirk                                    |                                    |
| 1965 | The Collector                                         |                                    |
| 1965 | Doctor Zhivago                                        |                                    |
| 1966 | The Professionals                                     |                                    |
| 1966 | Paris brûle-t-il?                                     |                                    |
| 1966 | Gambit                                                |                                    |
| 1966 | Grand Prix                                            |                                    |
| 1967 | The Night of the Generals                             |                                    |
| 1967 | The 25th Hour                                         | met Georges Delerue                |
| 1968 | Villa Rides                                           |                                    |
| 1968 | 5 Card Stud                                           |                                    |
| 1968 | The Fixer                                             |                                    |
| 1968 | Isadora                                               |                                    |
| 1969 | The Extraordinary Seaman                              |                                    |
| 1969 | The Damned                                            |                                    |
| 1969 | Topaz                                                 |                                    |
| 1970 | The Only Game in Town                                 |                                    |
| 1970 | El Condor                                             |                                    |
| 1970 | Ryan's Daughter                                       |                                    |
| 1971 | Plaza Suite                                           |                                    |
| 1971 | Soleil rouge                                          |                                    |
| 1971 | Una stagione all'inferno                              |                                    |
| 1972 | Pope Joan                                             |                                    |
| 1972 | The Life and Times of Judge Roy Bean                  |                                    |
| 1972 | The Effect of Gamma Rays on Man-in-the-Moon Marigolds |                                    |
| 1973 | Ash Wednesday                                         |                                    |
| 1973 | The Mackintosh Man                                    |                                    |
| 1974 | The Island at the Top of the World                    |                                    |
| 1975 | Mandingo                                              | met Muddy Waters                   |
| 1975 | Posse                                                 |                                    |
| 1975 | The Silence                                           |                                    |
| 1975 | The Man Who Would Be King                             |                                    |
| 1975 | Mr. Sycamore                                          |                                    |
| 1976 | Shout at the Devil                                    |                                    |
| 1976 | The Last Tycoon                                       |                                    |
| 1976 | The Message                                           |                                    |
| 1977 | The Prince and the Pauper                             |                                    |
| 1977 | March or Die                                          |                                    |
| 1978 | Like a Turtle on Its Back                             |                                    |
| 1978 | Two Solitudes                                         |                                    |
| 1978 | The Users                                             |                                    |
| 1978 | Mourning Becomes Electra                              |                                    |
| 1978 | Ishi: The Last of His Tribe                           |                                    |
| 1979 | Die Blechtrommel                                      |                                    |
| 1979 | Winter Kills                                          |                                    |
| 1979 | The Magician of Lublin                                |                                    |
| 1980 | The American Success Company                          |                                    |
| 1980 | The Black Marble                                      |                                    |
| 1980 | The Last Flight of Noah's Ark                         |                                    |
| 1980 | Resurrection                                          |                                    |
| 1981 | Lion of the Desert                                    |                                    |
| 1981 | Chu Chu and the Philly Flash                          | met Pete Rugolo                    |
| 1981 | Die Fälschung                                         |                                    |
| 1981 | Taps                                                  |                                    |
| 1982 | Don't Cry, It's Only Thunder                          |                                    |
| 1982 | Coming Out of the Ice                                 |                                    |
| 1982 | Firefox                                               |                                    |
| 1982 | Young Doctors in Love                                 |                                    |
| 1982 | The Year of Living Dangerously                        |                                    |
| 1983 | Au nom de tous les miens                              |                                    |
| 1984 | Top Secret!                                           |                                    |
| 1984 | Dreamscape                                            |                                    |
| 1984 | A Passage to India                                    |                                    |
| 1985 | Witness                                               |                                    |
| 1985 | Mad Max Beyond Thunderdome                            |                                    |
| 1985 | The Bride                                             |                                    |
| 1985 | Enemy Mine                                            |                                    |
| 1986 | Tai-Pan                                               |                                    |
| 1986 | The Mosquito Coast                                    |                                    |
| 1986 | Solarbabies                                           |                                    |
| 1987 | Tokyo Blackout                                        |                                    |
| 1987 | No Way Out                                            |                                    |
| 1987 | Julia and Julia                                       |                                    |
| 1987 | Gaby: A True Story                                    |                                    |
| 1987 | Fatal Attraction                                      |                                    |
| 1988 | Distant Thunder                                       |                                    |
| 1988 | Wildfire                                              |                                    |
| 1988 | Moon over Parador                                     |                                    |
| 1988 | Gorillas in the Mist                                  |                                    |
| 1988 | Le palanquin des larmes                               |                                    |
| 1989 | Chances Are                                           |                                    |
| 1989 | Dead Poets Society                                    |                                    |
| 1989 | Prancer                                               |                                    |
| 1989 | Enemies, A Love Story                                 |                                    |
| 1990 | Solar Crisis                                          |                                    |
| 1990 | Ghost                                                 |                                    |
| 1990 | Jacob's Ladder                                        |                                    |
| 1990 | Almost an Angel                                       |                                    |
| 1991 | Only the Lonely                                       |                                    |
| 1991 | Fires Within                                          |                                    |
| 1992 | The Setting Sun                                       |                                    |
| 1992 | School Ties                                           |                                    |
| 1992 | Shadow of the Wolf                                    |                                    |
| 1993 | Mr. Jones                                             |                                    |
| 1993 | Fearless                                              |                                    |
| 1995 | A Walk in the Clouds                                  |                                    |
| 1996 | The Sunchaser                                         |                                    |
| 1997 | Day and Night                                         |                                    |
| 1999 | Sunshine                                              |                                    |
| 2000 | I Dreamed of Africa                                   |                                    |

## Overige producties

### Televisiefilms
| Jaar | Titel                                            | Opmerkingen |
| ---- | ------------------------------------------------ | ----------- |
| 1960 | De fil en aiguille                               |             |
| 1961 | Les mystères de Paris                            |             |
| 1963 | Les rustres                                      |             |
| 1974 | Great Expectations                               |             |
| 1975 | The Silence                                      |             |
| 1978 | The Users                                        |             |
| 1980 | Enola Gay: The Men, the Mission, the Atomic Bomb |             |
| 1982 | Coming Out of the Ice                            |             |
| 1983 | Vendredi ou la vie sauvage                       |             |
| 1984 | The Sky's No Limit                               |             |
| 1984 | Samson and Delilah                               |             |
| 1986 | Apology                                          |             |
| 2001 | Uprising                                         |             |

### Televisieseries
| Jaar | Titel                     | Opmerkingen |
| ---- | ------------------------- | ----------- |
| 1969 | The Survivors             |             |
| 1977 | Jesus of Nazareth         | Miniserie   |
| 1980 | Shogun                    |             |
| 1985 | Au nom de tous les miens  |             |
| 1988 | The Murder of Mary Phagan | Miniserie   |

### Documentaires
| Jaar | Titel                      | Opmerkingen |
| ---- | -------------------------- | ----------- |
| 1959 | Les étoiles de midi        |             |
| 1961 | Le temps du ghetto         |             |
| 1963 | Mourir à Madrid            |             |
| 1964 | Les animaux                |             |
| 1978 | Mon royaume pour un cheval |             |

## Discografie

### Albums
| Album met eventuele hitnotering(en) in de Nederlandse Album Top 100 | Datum van verschijnen | Datum van binnenkomst | Hoogste positie | Aantal weken | Opmerkingen                  |
| ------------------------------------------------------------------- | --------------------- | --------------------- | --------------- | ------------ | ---------------------------- |
| Mad Max Beyond Thunderdome                                          | 1985                  | 24-08-1985            | 32              | 8            | met Tina Turner / soundtrack |

## Prijzen en nominaties

### Academy Awards
| Jaar | Titel                                | Categorie                                        | Uitslag     |
| ---- | ------------------------------------ | ------------------------------------------------ | ----------- |
| 1963 | Lawrence of Arabia                   | Beste filmmuziek, substantieel origineel         | Gewonnen    |
| 1964 | Les Dimanches de Ville-d'Avray       | Beste filmmuziek, bewerkt                        | Genomineerd |
| 1966 | Doctor Zhivago                       | Beste filmmuziek, substantieel origineel         | Gewonnen    |
| 1973 | The Life and Times of Judge Roy Bean | Beste filmsong, voor Marmalade, Molasses & Honey | Genomineerd |
| 1978 | The Message                          | Beste filmmuziek                                 | Genomineerd |
| 1985 | A Passage to India                   | Beste filmmuziek                                 | Gewonnen    |
| 1986 | Witness                              | Beste filmmuziek                                 | Genomineerd |
| 1989 | Gorillas in the Mist                 | Beste filmmuziek                                 | Genomineerd |
| 1991 | Ghost                                | Beste filmmuziek                                 | Genomineerd |

### BAFTA Awards
| Jaar | Titel              | Categorie        | Uitslag     |
| ---- | ------------------ | ---------------- | ----------- |
| 1986 | A Passage to India | Beste filmmuziek | Genomineerd |
| 1986 | Witness            | Beste filmmuziek | Gewonnen    |
| 1990 | Dead Poets Society | Beste filmmuziek | Gewonnen    |

### Golden Globe Awards
| Jaar | Titel                                | Categorie                                        | Uitslag     |
| ---- | ------------------------------------ | ------------------------------------------------ | ----------- |
| 1963 | Lawrence of Arabia                   | Beste filmmuziek                                 | Genomineerd |
| 1966 | Doctor Zhivago                       | Beste filmmuziek                                 | Gewonnen    |
| 1967 | Paris brûle-t-il?                    | Beste filmmuziek                                 | Genomineerd |
| 1973 | The Life and Times of Judge Roy Bean | Beste filmsong, voor Marmalade, Molasses & Honey | Genomineerd |
| 1976 | The Man Who Would Be King            | Beste filmmuziek                                 | Genomineerd |
| 1985 | A Passage to India                   | Beste filmmuziek                                 | Gewonnen    |
| 1986 | Witness                              | Beste filmmuziek                                 | Genomineerd |
| 1987 | The Mosquito Coast                   | Beste filmmuziek                                 | Genomineerd |
| 1989 | Gorillas in the Mist                 | Beste filmmuziek                                 | Gewonnen    |
| 1996 | A Walk in the Clouds                 | Beste filmmuziek                                 | Gewonnen    |
| 2001 | Sunshine                             | Beste filmmuziek                                 | Genomineerd |

### Grammy Awards
| Jaar | Titel              | Categorie                                                                                       | Uitslag     |
| ---- | ------------------ | ----------------------------------------------------------------------------------------------- | ----------- |
| 1964 | Lawrence of Arabia | Best Original Score from a Motion Picture or Television Show                                    | Genomineerd |
| 1964 | Lawrence of Arabia | Best Instrumental Theme, voor "Lawrence Of Arabia"                                              | Genomineerd |
| 1967 | Doctor Zhivago     | Best Original Score Written for a Motion Picture or Television Show                             | Gewonnen    |
| 1967 | Doctor Zhivago     | Album of the Year, voor "Dr. Zhivago (Motion Picture Soundtrack)"                               | Genomineerd |
| 1967 | Doctor Zhivago     | Song of the Year, voor "Somewhere My Love (Lara's Theme From "Dr. Zhivago")"                    | Genomineerd |
| 1967 | Doctor Zhivago     | Best Instrumental Performance (Other Than Jazz), voor "Dr. Zhivago"                             | Genomineerd |
| 1972 | Ryan's Daughter    | Best Original Score Written for a Motion Picture or a Television Special                        | Genomineerd |
| 1986 | Witness            | Best Album of Original Score Written for a Motion Picture or Television Special                 | Genomineerd |
| 1986 | A Passage to India | Best Album of Original Score Written for a Motion Picture or Television Special                 | Genomineerd |
| 1989 | Fatal Attraction   | Best Album of Original Instrumental Background Score Written for a Motion Picture or Television | Genomineerd |

- Bibsys: 90894553
- Biblioteca Nacional de España: XX838413
- Bibliothèque nationale de France: cb13895592w (data)
- Catàleg d'autoritats de noms i títols de Catalunya: 981058525868506706
- CiNii: DA12239443
- Gemeinsame Normdatei: 123531624
- International Standard Name Identifier: 0000 0001 2096 3208
- Library of Congress Control Number: n82013480
- Nationale Bibliotheek van Letland: 000047809
- MusicBrainz: 05d4d95c-8803-450f-80c2-7ea606e6f78b
- Nationale Bibliotheek van Tsjechië: xx0069995
- Nationale bibliotheek van Australië: 35650278
- Nationale Bibliotheek van Israël: 987007274330805171
- Nationale Bibliotheek van Polen: a0000002680030
- Nationale en Universitaire bibliotheek Zagreb: 000066020
- Nederlandse Thesaurus van Auteursnamen: 070621144
- Istituto Centrale per il Catalogo Unico: RAVV088602
- LIBRIS: 321732
- SNAC: w6z89jxd
- Système universitaire de documentation: 035758996
- Trove: 1027049
- Virtual International Authority File: 66652116
- WorldCat: E39PBJk96jMb64kybXRbD9Dwmd